# Gürsel Aksel Stadyumu
Gürsel Aksel Stadyumu – stadion piłkarski w Izmirze, w Turcji. Został otwarty 26 stycznia 2020 roku. Może pomieścić 20 040 widzów. Swoje spotkania rozgrywają na nim piłkarze klubu Göztepe SK.
Budowa nowego stadionu dla Göztepe SK rozpoczęła się 9 września 2017 roku. Obiekt wybudowano w miejscu poprzedniego stadionu klubu, który powstał w latach 1942–1949. W porównaniu do poprzednika, który nie posiadał rozbudowanej infrastruktury, nowy stadion jest znacznie większy. Otwarcia nowej areny dokonano 26 stycznia 2020 roku przy okazji meczu ligowego Göztepe SK – Beşiktaş JK (2:1). Podobnie jak stary stadion, nowy obiekt nazwano imieniem byłego piłkarza Göztepe SK, Gürsela Aksela. 18 maja 2021 roku na stadionie rozegrano mecz finałowy piłkarskiego Pucharu Turcji (Antalyaspor – Beşiktaş JK 0:2).
Stadion powstał na planie prostokąta i posiada typowo piłkarski układ. Boisko otaczają w większości jednopoziomowe trybuny, jedynie po stronie zachodniej, w górnej części znajduje się drugi poziom mieszczący dodatkowe miejsca premium. Pojemność trybun wynosi 20 040 widzów. Widownia w całości przykryta jest zadaszeniem, które częściowo jest przeszklone dla lepszego nasłonecznienia murawy. Fasada stadionu pokryta jest pionowymi żaluzjami. Po stronie południowej przy stadionie wybudowano budynek biurowy, w którym dolne kondygnacje zastąpiono otwartą przestrzenią, dzięki czemu nie ogranicza on ruchu pieszych, w tym kibiców zmierzających na stadion. Dodatkową atrakcją stadionu jest ścieżka widokowa utworzona na jego dachu.